# Montpellier HSC
Montpellier Hérault Sport Club (tiếng Pháp: [mɔ̃pəlje eʁo spɔʁ klœb]; tiếng Occitan: Montpelhièr Erau Sport Club), thường được gọi là Montpellier HSC hay đơn giản là Montpellier, là một câu lạc bộ bóng đá chuyên nghiệp tại thành phố Montpellier, Pháp. Đội bóng được thành lập năm 1974 và hiện đang thi đấu tại Ligue 1.

## Cầu thủ

### Đội hình hiện tại
Tính đến ngày 28/8/2024.
Ghi chú: Quốc kỳ chỉ đội tuyển quốc gia được xác định rõ trong điều lệ tư cách FIFA. Các cầu thủ có thể giữ hơn một quốc tịch ngoài FIFA.
| Số | VT | Quốc gia             | Cầu thủ                    |
| -- | -- | -------------------- | -------------------------- |
| 1  | TM | Bosna và Hercegovina | Belmin Dizdarević          |
| 3  | HV | Guinée               | Issiaga Sylla              |
| 4  | HV | Mali                 | Boubakar Kouyaté           |
| 5  | HV | Mali                 | Modibo Sagnan              |
| 6  | HV | Pháp                 | Christopher Jullien        |
| 7  | TĐ | Pháp                 | Arnaud Nordin              |
| 8  | TĐ | Nigeria              | Akor Adams                 |
| 9  | TĐ | Jordan               | Mousa Al-Tamari            |
| 10 | TĐ | Tunisia              | Wahbi Khazri               |
| 11 | TV | Pháp                 | Téji Savanier (đội trưởng) |
| 12 | TV | Pháp                 | Jordan Ferri (đội phó)     |
| 13 | TV | Pháp                 | Joris Chotard              |
| 14 | TĐ | Maroc                | Othmane Maamma             |

| Số | VT | Quốc gia               | Cầu thủ                              |
| -- | -- | ---------------------- | ------------------------------------ |
| 15 | TV | Thụy Sĩ                | Gabriel Barès                        |
| 16 | TM | Cộng hòa Dân chủ Congo | Dimitry Bertaud                      |
| 17 | HV | Pháp                   | Théo Sainte-Luce                     |
| 19 | TV | Cộng hòa Congo         | Rabby Nzingoula (mượn từ Strasbourg) |
| 21 | HV | Pháp                   | Lucas Mincarelli                     |
| 22 | TV | Pháp                   | Khalil Fayad                         |
| 27 | HV | Thụy Sĩ                | Bećir Omeragić                       |
| 28 | TĐ | Cameroon               | Glenn Ngosso                         |
| 29 | HV | Cameroon               | Enzo Tchato                          |
| 40 | TM | Pháp                   | Benjamin Lecomte                     |
| 70 | TĐ | Pháp                   | Tanguy Coulibaly                     |
| 77 | HV | Mali                   | Falaye Sacko                         |

### Cho mượn
Ghi chú: Quốc kỳ chỉ đội tuyển quốc gia được xác định rõ trong điều lệ tư cách FIFA. Các cầu thủ có thể giữ hơn một quốc tịch ngoài FIFA.
| Số | VT | Quốc gia | Cầu thủ                                                      |
| -- | -- | -------- | ------------------------------------------------------------ |
| —  | HV | Pháp     | Maxime Estève (tại Burnley cho đến ngày 30 tháng 6 năm 2024) |

| Số | VT | Quốc gia | Cầu thủ                                                         |
| -- | -- | -------- | --------------------------------------------------------------- |
| —  | TV | Thụy Sĩ  | Gabriel Barès (tại Concarneau cho đến ngày 30 tháng 6 năm 2024) |

## Các huấn luyện viên
| Dates     | Name                |
| --------- | ------------------- |
| 1924–1925 | Victor Gibson       |
| 1936–1937 | Jules Dewaquez      |
| 1937–1938 | Istvan Berecz       |
| 1938–1939 | Georges Azema       |
| 1945–1946 | Gabriel Bénézech    |
| 1946–1948 | Georges Kramer      |
| 1948–1950 | Georges Winckelmans |
| 1950–1951 | Jean Bastien        |
| 1951–1952 | Istvan Zavadsky     |
| 1952–1953 | Luis Cazarro        |
| 1953–1954 | Julien Darui        |
| 1954–1956 | Marcel Tomazover    |
| 1956–1958 | Istvan Zavadsky     |
| 1958–1963 | Hervé Mirouze       |
| 1963–1968 | Louis Favre         |
| 1968–1969 | Roger Rolhion       |
| 1969–1970 | Marian Borowski     |
| 1970–1974 | Hervé Mirouze       |
| 1974–1976 | André Cristol       |
| 1976      | Louis Favre         |

| Dates        | Name                   |
| ------------ | ---------------------- |
| 1976–1980    | Robert Nouzaret        |
| 1980–1982    | Kader Firoud           |
| 1982–1984    | Jacques Bonnet         |
| 1984–1985    | Robert Nouzaret        |
| 1985–1987    | Michel Mézy            |
| 1987–1989    | Pierre Mosca           |
| 1989–1990    | Aimé Jacquet           |
| 1990         | Michel Mézy            |
| 1990–1992    | Henryk Kasperczak      |
| 1992–1994    | Gérard Gili            |
| 1994–1998    | Michel Mézy            |
| 1998–2000    | Jean-Louis Gasset      |
| 2000–2002    | Michel Mézy            |
| 2002–2004    | Gérard Bernardet       |
| 2004–2005    | Robert Nouzaret        |
| 2005–2007    | Jean-François Domergue |
| 2007–2009    | Rolland Courbis        |
| 2009–present | René Girard            |

## Danh hiệu

### Quốc nội
- Ligue 1
  - Vô địch (1): 2011-2012
- Ligue 2
  - Vô địch (3): 1946, 1961, 1987
- Coupe de France
  - Vô địch (2): 1929, 1990
  - Á quân (2): 1931, 1994
- Coupe de la Ligue
  - Á quân (1): 2011
- Division d'Honneur (Languedoc-Roussillon)
  - Vô địch (2): 1981, 1992[4]
- Coupe Gambardella
  - Vô địch (2): 1996, 2009
  - Á quân (3): 1984, 1985, 1997

### Đấu trường châu lục
UEFA Intertoto Cup
- - Vô địch  (1): 1999

### Các đấu trường khác
- Division d'Honneur (Sud-Est)
  - Vô địch (3): 1928, 1932, 1976
- Coupe d'été
  - Vô địch (1): 1992